# Going to a Go-Go (sang)
"Going to a Go-Go" er en single fra 1965, der blev indspillet af The Miracles for pladeselskabet Tamla. Udgivet i december 1965 fik "Going to a Go-Go" en 11. plads på Billboard Hot 100 i USA. Derudover gik singlen også ind på en 2. plads på Billboard Hot R&B Singles chart, og blev The Miracles femte plade som solgte millioner. 
Sangen er endvidere indspillet af rockbandet The Rolling Stones på albummet Still Life fra 1981 og af Phil Collins på det Motown-inspirerede album Going Back fra 2010.

## The Miracles version
Smokey Robinson synger “Going to a Go-Go", som han skrev sammen med de andre medlemmer fra The Miracles: Pete Moore, Bobby Rogers og Marv Tarplin. Moore, Rogers, Ronnie White og Smokey Robinsons kone Claudette Robinson danner tilsammen koret på nummeret, som en et dancenummer.
"Going to a Go-Go" findes på The Miracles' album af same navn, hvilket viste sig at blive deres højst placerede LP med originalt materiale. Albummet kom ind på top 10 på Billboard Top 200 Albums chart tidligt i 1966, hvor den bliver nummer 8. Et af numrene fra Going to a Go-Go LPen, "Choosey Beggar", blev singlens b-side, og blev nummer 35 på Billboard R&B chart.

## The Rolling Stones' version
"Going to a Go-Go" blev indspillet af The Rolling Stones til deres 1982 album Still Life (American Concert 1981). Den blev udgivet som albummets første single, og The Stones version af "Going To A Go-Go" kom ind på en 26. plads på den engelske chart, og nummer 25 på den amerikanske. Både singlen og albummet blev udgivet i midten af den europæiske tour i 1982. 